# Holguera
Holguera ist eine Gemeinde (municipio) mit 593 Einwohnern (Stand: 2024) im äußersten Nordwesten der Provinz Cáceres in der Autonomen Region Extremadura im Westen Spaniens. 

## Lage
Holguera liegt etwa 46 Kilometer (Fahrtstrecke) nördlich der Provinzhauptstadt Cáceres in einer Höhe von ca. 270 m. Das Klima ist gemäßigt bis warm; Regen (696 mm/Jahr) fällt hauptsächlich im Winterhalbjahr.

## Bevölkerungsentwicklung
| Jahr      | 1970 | 1981 | 1991 | 2001 | 2011 | 2021 |
| Einwohner | 1215 | 1029 | 870  | 796  | 748  | 621  |

Der deutliche Bevölkerungsrückgang seit den 1950er Jahren ist im Wesentlichen auf die Mechanisierung der Landwirtschaft sowie die Aufgabe bäuerlicher Kleinbetriebe („Höfesterben“) und den damit einhergehenden Verlust von Arbeitsplätzen zurückzuführen.

## Sehenswürdigkeiten

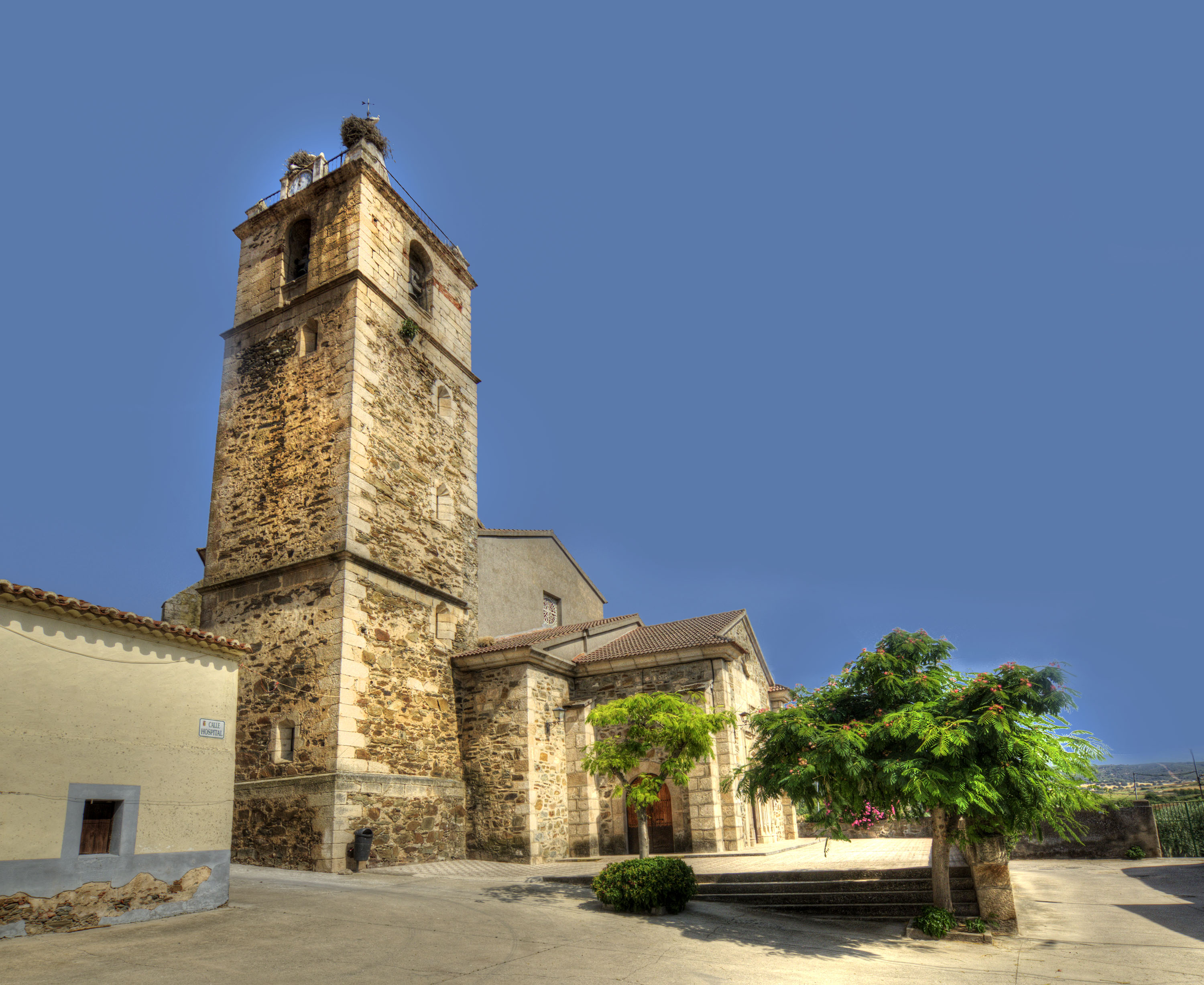
Magdalenenkirche
- Markuskapelle
- Isidorkapelle

- Magdalenenkirche